# Bidaradahalli, Hassan
Bidaradahalli là một làng thuộc tehsil Hassan, huyện Hassan, bang Karnataka, Ấn Độ.